# Cù Giang
Cù Giang (chữ Hán phồn thể:衢江區, chữ Hán giản thể: 衢江区, âm Hán Việt: Cù Giang khu) là một huyện thuộc địa cấp thị Cù Châu, tỉnh Chiết Giang, Cộng hòa Nhân dân Trung Hoa. Quận này có diện tích 1748 km², dân số 400.000 người. Mã số bưu chính của Cù Giang là 324022. Chính quyền nhân dân quận Cù Giang đóng ở số 16, đường Trầm Gia Đại Kiều, trấn Chương Đàm. Về mặt hành chính, quận Cù Giang được chia thành 12 trấn, 14 hương. Tổng cộng có 509 uỷ ban thôn.
- Trấn: Thượng Phương, Đỗ Trạch, Chấp Lý, Hậu Khê, Đại Châu, Hồ Nam, Hiệp Xuyên, Liên Hoa, Toàn Vượng, Cao Gia, Chương Đàm, An Nhân.
- Hương: Thái Trấn, Vân Khê, Hoành Lộ, Miếu Tiến, Hôi Bình, Trường Trụ, Hàng Khẩu, Lĩnh Đầu, Cử Thôn, Châu Gia, Dương Khẩu, Song Kiều, Phù Khẩu, Hạ Trương.